# コリーヌ・レイ＝ベレット
コリーヌ・レイ＝ベレット（Corinne Rey-Bellet 1972年8月2日 - 2006年4月30日）は、スイス、ヴァレー州Les Crosets出身の元アルペンスキー選手。

## 経歴
1992年1月15日に17歳でアルペンスキー・ワールドカップにデビュー、すぐにアルベールビルオリンピック代表に選ばれ大回転17位、同年3月21日の大回転のレースでは3位に入賞した。
1996年の夏にトレーニング中膝の十字靭帯を損傷するケガを負い、1996-1997シーズンを棒に振った。
1997-1998シーズンに復帰し、1998年1月24日のスーパー大回転のレースでは4位になった。長野オリンピックでは滑降30位、スーパー大回転31位と振るわなかった。
1999年1月16日にオーストリアのサンクト・アントンで行われたレースは彼女のベストパフォーマンスの一つである。午前中に行われた滑降でワールドカップ初勝利をあげると同日午後に開催されたスーパー大回転でも優勝、1日に2勝という珍しい記録を残した。
2001年アルペンスキー世界選手権では滑降、アルペン複合でともに4位とメダルに届かなかった。2002年のソルトレイクシティオリンピックは自身4度目のオリンピックだったが、滑降5位、スーパー大回転9位、大回転13位とやはりメダルには届かなかった。
地元サンモリッツで開かれた2003年アルペンスキー世界選手権の滑降ではオーストリアのアレキサンドラ・マイスニッツァーと同タイムで2位となり銀メダルを獲得した。このシーズンを最後に現役を引退した。ワールドカップ通算5勝（2位3回、3位7回）。
2002年に銀行員の男性と結婚、引退した2003年には長男を出産した。
2006年4月30日、ヴァレー州にある両親の家で撃たれて亡くなっているのが発見された。彼女は妊娠3ヶ月であった。彼女の兄弟のアラン（翌金曜日に結婚することになっていた）もまた亡くなり、母親も重傷を負った。2歳だった息子は無事だった。当時彼女の父親は留守にしていた。
この事件から遡って10日前から別居していた彼女の夫に対して逮捕状が出た。5月3日に夫は自殺体でスイス警察に発見された。使用された銃はコリーヌ・レイ＝ベレット殺害に使用されたものと同じものであった。